# Ihor Bażan
Ihor Mykołajowycz Bażan, ukr. Ігор Миколайович Бажан (ur. 2 grudnia 1981 w Kirowohradzie) – ukraiński piłkarz, grający na pozycji bramkarza, trener piłkarski.

## Kariera piłkarska

### Kariera klubowa
Wychowanek klubu Zirka Kirowohrad, w którym w 1997 rozpoczął karierę piłkarską w drugiej drużynie. 26 maja 2000 debiutował w Wyższej lidze w meczu z CSKA Kijów. Latem 2001 przeszedł do Tawrii Symferopol. Potem występował w klubach Arsenał Kijów, Krywbas Krzywy Róg i Zoria Ługańsk. W marcu 2008 podpisał 2-letni kontrakt z Metalistem Charków. Latem 2010 przeniósł się do Illicziwca Mariupol. Po zakończeniu rundy jesiennej sezonu 2013/14 zakończył karierę piłkarską.

### Kariera reprezentacyjna
Rozegrał 1 mecz w młodzieżowej reprezentacji Ukrainy.

## Kariera trenerska
Po zakończeniu kariery piłkarskiej rozpoczął pracę szkoleniową w swoim rodzinnym klubie Zirka Kropywnycki, w którym pomaga szkolić młodych bramkarzy.

## Sukcesy
- brązowy medalista Mistrzostw Ukrainy: 2008/09, 2009/10